# كريتر

تعديل مصدري - تعديل

كريتر أو مدينة كريتر هو الاسم غير الرسمي لمديرية صيرة في محافظة عدن في اليمن. يستخدم السكان في محافظة عدن صيرة وعدن وكريتر بشكل شائع للإشارة إلى نفس المديرية. بلغ عدد سكانها 76723 نسمة عام 2004.

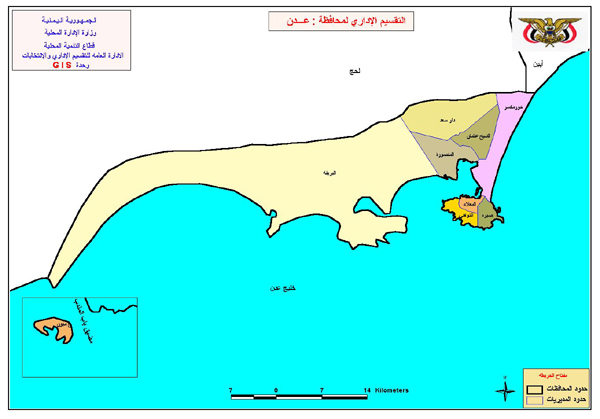
موقع مديرية صيرة في محافظة عدن

## التسمية
كريتر تعني فوهة البركان وأطلق عليها هذا الاسم بعد الاحتلال الإنجليزي.

## التضاريس
تعتير كريتر شبة جزيرة تبلغ مساحتها حوالي (200 كم 2) تمتد كرأس صخري في مياه خليج عدن، وهي بمثابة بركان خامد مساحة امتداده في مياه خليج عدن حوالي (8.5 كم)، ويربطها بالبر برزخ رملي يعرف ببرزخ خور مكسر، وتحيط بوفهة البركان سلسلة جبلية بركانية تكونت خلال الزمن الجيولوجي الثالث مع تكون أخدود البحر الأحمر، وقد ساهمت في تشكيل تضاريس مدينة عدن وخليجها تلك سلسلة جبال شمسان المحيطة بها من جهة الشمال والغرب والجنوب الغربي،

## التاريخ
ساعد موقع مدينة كريتر الجغرافي وما وهبتها الطبيعة من مميزات على أن جعل ميناءها أشهر وأهم الموانئ اليمنية منذ القدم، وهذا الميناء تميز بعمقه الطبيعي وتحيط به الجبال الأمر الذي سهل للبواخر والمراكب من الرسو بأمان وحجبها من الرياح.
كانت صيرة التي تقع في الخليج الامامي لمدينة كريتر هي الميناء الرئيسي ولكنه تحول بعهد الاحتلال البريطاني إلى المعلا. رغم التغييرات التي حدثت منذ استقلال اليمن الجنوبي لكن الطابع المعماري المميز للمدينة يسجل الحقبة البريطانية حيث البيوت والمقار الحكومية وتخطيط المدينة على النمط الإنجليزي.

## معالم المدينة
من أبرز معالم المدينة:
- قلعة صيرة التاريخية.
- صهاريج عدن.
- مقر المجلس التشريعي سابقا والذي كان كنيسة من قبل أيضاً.
- مسجد ابان[5] ولكن تعرض لعملية تدمير بشكل كامل تحت اسم الترميم.
- جامع العيدروس.
- معبد المجوس.
- عدن مول.
- قصر السلطان العبدلي.
- منارة عدن الذي يرجع تاريخها إلى عهد الخليفة عمر بن الخطاب.
- باب عدن الذي لا تزال أساساتة موجودة رغم هدمة الباب.
- عدد من الكنائس والمعابد.

## التقسيم الإداري
| الحي               | الحارة | الذكور | الأناث | الإجمالي |
| ------------------ | ------ | ------ | ------ | -------- |
| حي التلال الملتهبة |        |        |        |          |
| حي 2 مارس          |        |        |        |          |
| حي الكبسي          |        |        |        |          |
| حي الصمود          |        |        |        |          |
| حي السلفي          |        |        |        |          |
| حي مايو            |        |        |        |          |
| جزيرة صيرة         |        |        |        |          |
|                    |        |        |        |          |